# 中国共产主义青年团海南省委员会
中国共产主义青年团海南省委员会（简称共青团海南省委）是中国共产主义青年团在海南省的地方组织机构，接受中共海南省委和共青团中央的领导。主要负责青年工作。

## 历史沿革
1922年3月，成立中国社会主义青年团琼崖分团，1923年停止活动。1926年3月，成立中国共产主义青年团琼崖特别支部。同年7月，成立中国共产主义青年团琼崖地方委员会（共青团琼崖地委）。1927年6月，改为中国共产主义青年团琼崖特别委员会（共青团琼崖特委）。1936年后，共青团组织被改造成抗日救亡组织。
1950年7月，中共海南岛区委召开海南区第一次青年工作会议，成立中国新民主主义青年团广东省海南区工作委员会（青年团海南区工委）。1957年5月，改为中国共产主义青年团广东省海南岛区委员会（共青团海南岛区委）。1966年文化大革命开始后，共青团机关受到冲击。
1971年，中共海南区党委开始恢复共青团工作。1973年4月8日至14日，中国共产主义青年团海南行政区第一次代表大会在海口召开，选举产生中国共产主义青年团海南行政区第一届委员会，宣告成立中国共产主义青年团海南行政区委员会（共青团海南区委）。
1988年4月，撤销海南行政区，设立海南省。同年6月30日成立共青团海南省委筹备组，同时撤销共青团海南区委。
1988年10月21日至22日，中国共产主义青年团海南省第一次代表大会在海口召开，选举产生中国共产主义青年团海南省第一届委员会，宣告成立中国共产主义青年团海南省委员会（共青团海南省委）。

## 主要职责
根据《中国共产主义青年团章程》，中国共产主义青年团海南省委员会的主要职责是：
充分发挥共青团组织政治功能，完善和开拓青年团在社会主义市场经济体制下的社会功能，积极承担省委和省政府委托的青少年事务，密切联系广大团员青年，发挥先锋队和主力军作用。

## 机构设置
内设部门
- 办公室
- 组织部
- 宣传部
- 青工部
- 学校部
- 少年部
- 联络部
- 权益部
- 机关党委
- 省青年志愿服务指导中心

直属事业单位
- 海南省希望工程管理办公室
- 海南省青少年活动中心
- 现代青年杂志社有限公司

## 历届常委会
第一届
- 任期：1988年10月－1993年8月
- 书记：肖若海
- 副书记：许俊、张恒

第二届
- 任期：1993年8月－1998年8月
- 书记：许俊 → 谢明中（1997年12月任）
- 副书记：黄招中、王琼珠、叶章和（1995年11月任）

第三届
- 任期：1998年8月－2003年3月
- 书记：谢明中 → 唐剑光（2002年12月任）
- 副书记：王琼珠（1998年8月－2000年7月）、李江华、郑作生、李红梅（2000年7月任）

第四届
- 任期：2003年3月－2008年3月
- 书记：唐剑光
- 副书记：李江华、郑作生、孙喆

第五届
- 任期：2008年3月[3]－2013年4月
- 书记：孙喆[4]
- 副书记：许振凌（2008年5月－2009年10月）、盖文启、朱洪武（2009年8月任）[5]

第六届
- 任期：2013年4月[6]－2018年5月
- 书记：盖文启
- 副书记：曾锋、陈屿

第七届
- 任期：2018年5月－
- 书记：盖文启（2018年5月－2019年6月）[7]、陈屿（2020年5月－2023年5月）、叶光亮（2023年5月－）
- 副书记：曾锋（2018年5月－2019年6月）、陈屿（2018年5月－2020年5月）、周皓（兼职）、林洪冰（挂职）（2018年5月－2021年3月）、陈文强（挂职）（2018年5月－2020年）、罗桦（2019年6月－2021年3月）、李瑗（2021年3月－）、陈志远（挂职）（2021年3月－）、许昌斌（挂职）（2021年3月－）